# Monk (metrostation)
Monk is een metrostation in het arrondissement Le Sud-Ouest van de Canadese stad Montréal in de provincie Québec. Het station ligt aan de groene lijn van de metro van Montréal, die door de Société de transport de Montréal (STM) wordt uitgebaat. Het werd geopend op 3 september 1978, toen de verlenging van Atwater tot Angrignon in gebruik werd genomen. In 2019 werd het door 1.725.903 vertrekkende reizigers gebruikt.
Het station is genoemd naar de boulevard Monk, die op haar beurt verwijst naar de familie Monk, waarvan meerdere leden belangrijke politieke of rechterlijke functies hebben bekleed.
Het zeer diepe station is door de architecten Blais & Marc Bélanger ontworpen, en werd middels een open bouwput uitgevoerd, waardoor zeer grote volumes zijn ontstaan. De perrons liggen op een diepte van 18,30 meter, waarboven een mezzanine als een brug over de sporen ligt. Op deze mezzanine staan ook het loket en de toegangspoortjes, en vertrekken de lange trappen die naar de twee paviljoenen op straatniveau leiden. Vanaf het straatniveau valt er ook zenithaal licht in het station.
Het opvallendste element zijn twee zes meter hoge sculptuur op de mezzanine, die Germain Bergeron (1933-2017) aan de hand van onderdelen van verlichtingspalen heeft gemaakt. Deze werken eren de arbeiders die de metro hebben gebouwd. Ze heten Pic et Pelle (houweel en schop), en verwijzen naar de Quebecs-Franse uitdrukking "travailler au pic et à la pelle" die zeer hard werken betekent. Volgens Bergeron mocht een derde, zittende figuur niet worden uitgevoerd. Het had een architect of ingenieur moeten worden, die de werken superviseerde.